# Ehab Galal
Ehab Galal (en árabe: إيهاب جَلال‎; Gobernación de Dacalia, República Árabe Unida, 14 de agosto de 1967-Heliópolis, El Cairo, 11 de septiembre de 2024) fue un futbolista y entrenador de fútbol egipcio que jugó en la posición de defensa.

## Carrera

### Jugador
| Periodo   | Club        |
| --------- | ----------- |
| 1987-1990 | El Shams SC |
| 1990-1999 | Ismaily SC  |
| 1999–2003 | Al Masry SC |
| 2003–2004 | El Qanah FC |

### Entrenador
| Periodo   | Club                    |
| --------- | ----------------------- |
| 2007–2008 | Kahrabaa Ismailia SC    |
| 2008      | Al Hammam SC            |
| 2010–2011 | Al Hammam SC            |
| 2012–2014 | Kafr El Sheikh SC       |
| 2014      | Telephonat Beni Suef SC |
| 2014–2017 | Misr Lel Makkasa Club   |
| 2017–2018 | ENPPI Club              |
| 2018      | Zamalek SC              |
| 2018      | Al-Ahly Tripoli         |
| 2018-2020 | Al Masry SC             |
| 2020-2021 | Misr Lel Makkasa Club   |
| 2021      | Ismaily SC              |
| 2021–2022 | Pyramids FC             |
| 2022      | Egipto                  |
| 2022–2023 | Pharco FC               |
| 2023–2024 | Ismaily SC              |

## Muerte
Galal murió de un ataque cardíaco en Helíopolis, El Cairo el 11 de septiembre de 2024 a los 57 años.

## Logros
- Copa de Egipto (1): 1996/97